# Shahrestān di Galikash
Lo shahrestān di Galikash (farsi شهرستان گالیکش) è uno dei 14 shahrestān della provincia del Golestan, in Iran. Il capoluogo è Galikash. Lo shahrestān è suddiviso in 2 circoscrizioni (bakhsh): 
- Centrale (بخش مرکزی)
- Loveh (بخش لوه)